# Уїчита
Уїчита, В'їчита — індіанський народ в США, що мешкає на території штатів Оклахома, Техас і Канзас. Самоназва «кідікітташе», що в перекладі означає «люди з очима єнота». Це пояснюється тим, що представники цього народу часто робили татуювання навколо очей.

## Історія
Належали до північних кеддо, які сформувалися на основі Каддоанської Міссісіпської культури. Після занепаду останньої наприкінці XIII ст.,  почалося формування окремих федерацій серед кеддо. Пращури уїчита мешкали на території сучасного штату Небраска. Уїчита сформували власну конфедерацію, яка у XV ст. перебралися до Великих рівнин. До 1450 року кількість уїчита значно збільшилася, відбулося значне піднесення племінної конфедерації: існувало мінімум 25 поселень з 200 будинками.
В XVI столітті конфедерація уїчита обіймала території, що тягнулися від Сан-Антоніо у Техасі до Грейт-Бенда в Канзасі. Найбільшим стає поселення, що отримало назву в іспанців Раядо, тобто власне поселення (також відоме як Ецаноа).
1541 року іспанський дослідник  Франциско Васкес де Коронадо зустрівся з представниками племені вако, що були членами федерації уїчита. Нова зустріч відбулася 1601 року, коли іспанець Хуан де Оньяте відвідав велике село, де була резиденція одного з вождів уїчита. 
У XVII столітті уїчита були витіснені південними сіу в долину річки Арканзас (сучасний штат Оклахома), де успішно торгували з французами. У 1719 році встановлені міцні торговельні та культурні контакти з колонією Луїзіана. В цей час найбільшої сили серед уїчита набрало плем'я таовайя. 1747 року укладено союз з команчі. До 1757 року уїчита мігрували на південь до Ред-Рівер, притоку Міссісіпі. 1759 році таовайя в союзі з команчами завдали поразки іспанцям, які намагалися знищити поселення індіанців. У 1770-х роках союз з команчами розпався.
До XIX століття основні поселення даного народу перебували уздовж річки Ред-Рівер (межа штатів Техас і Оклахома). Об'єднання уїчита в єдиний народ прискорилася з 1803, року купівлі урядом США колонії Луїзіана у Франції. Після приєднання Техасу у 1846 році усі уїчита опинилася на території США.
У 1859 році народ уїчита отримав землі в штаті Оклахома.  Під час громадянської війни виступили проти конфедератів. 1867 року уїчита переселилися до Канзасу. У 1936 році Уїчита відновили обмежене самоврядування. У 1997 році союз «Уїчита і союзні племена (кіча, таваконі, вако)» було офіційно визнаний урядом США.

## Демографія та розселення
Був одним з найбільш численних етносів Північної Америки. До моменту перших контактів з європейцями  Уїчита становила близько 200 тисяч осіб. Після контакту з європейцями їх чисельність стала різко зменшуватися, значно удару завдала епідемія віспи у 1777-1778 роках. Згідно з переписом, до 1868 року чисельність уїчита склала близько 600 осіб. Втім починаючи з 1930-х років відбулося деяке збільшення населення. Напочатку 2000-х мали численність трохи більше ніж 2,5 тис. осіб. 

## Господарство

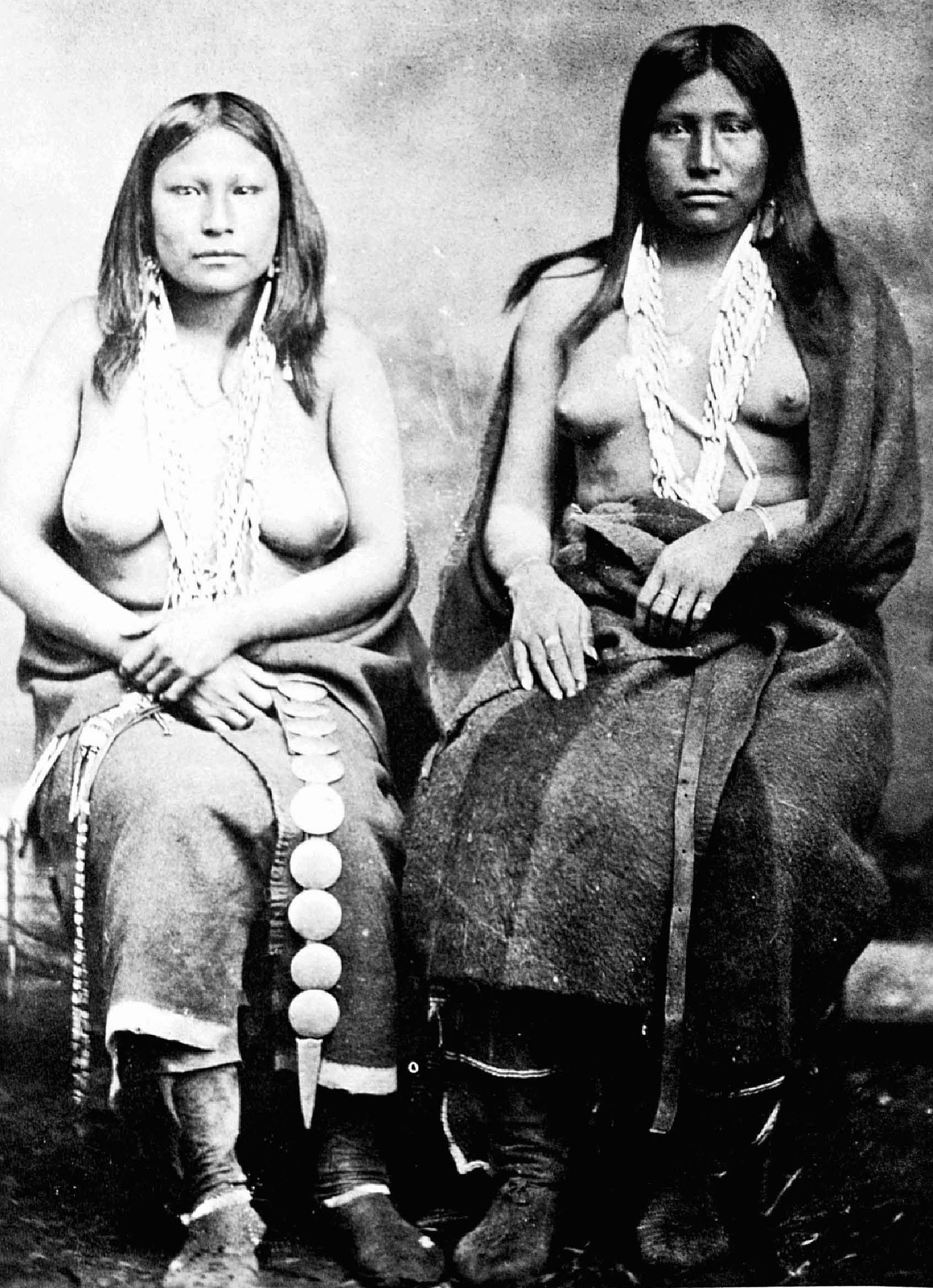
Жінки уїчита

Основним заняттям уїчита було підсічно-вогневе землеробство (вирощували кукурудзу, боби, кабачки, гарбузи, соняшник, болотну бузину, тютюн), кінне полювання на бізонів, лосів, вилорогів та оленів, а також збиральництво (горіх, гікорі, слива, каркас з коноплевих) і рибальство. Жінки займалися землеробськими роботами, чоловіки — підготовкою полів для посіву, випасом коней і полюванням. Було одомашнено собак.
Сьогодні плем'я володіє казино, тютюновим магазином і рестораном «Тімберс-крос», розташований в Анадарко. Їх загальний прибуток становить 4,5 млн дол.

## Культура

### Мова
Розмовляють мовою уїчита, що належить до каддоанської мовної родини.

### Звичаї
Переважали родинні структури, засновані на материнській філіації. Керувалися радою вождів, очолюваним верховним спадковим вождем. 

### Будинки

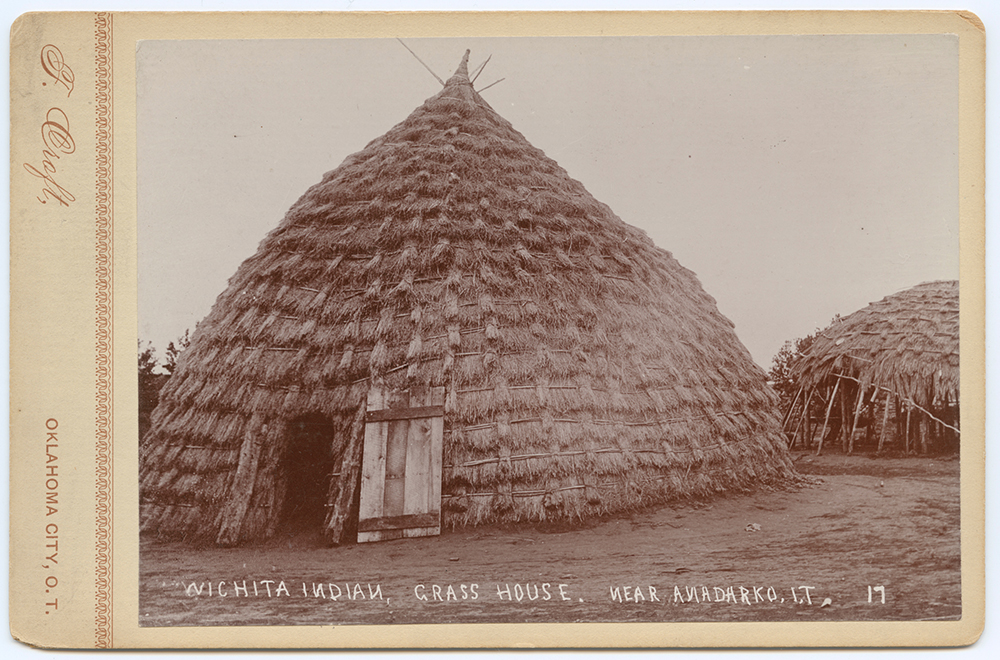

Мешкали в укріплених поселеннях кругового планування. Мешкали в прямокутних будинках з солом'яною конічною стріхою з трави. Біля них розташовуються великі сховища, де зберігаються зерно, овочі, ягоди, фрукти.